# イム・ホンジョン
イム・ホンジョン（林 憲政、朝鮮語: 임헌정、Hun-Joung Lim）は、大韓民国の指揮者。

## 来歴
1952年韓国出身。ソウル大学、アメリカのマンズ音楽学校およびジュリアード音楽院で学ぶ。1985年からソウル大学教授。1989年から25年間に渡り、プチョン・フィルハーモニー管弦楽団を率いた。富川市（プチョン市）の全面的な支援のもと、韓国では最長となる25年間、同オーケストラを率いて韓国国内で最も影響力のあるオーケストラの一つに成長させた。1999年から2004年までの演奏会でグスタフ・マーラーの交響曲全曲を取り上げて、韓国に「マーラー・シンドローム」と呼ばれるブームを起こした。